# Trachymene psammophila
Trachymene psammophila är en flockblommig växtart som beskrevs av Maconochie. Trachymene psammophila ingår i släktet Trachymene och familjen flockblommiga växter. Inga underarter finns listade i Catalogue of Life.